# Gil Noam
Gil G. Noam (* 1950) ist ein US-amerikanischer Psychologe.   

## Leben
Gil Noam besuchte die Odenwaldschule, an der er 1969 das Abitur machte. Danach studierte er Psychologie und Pädagogik an der FU Berlin und arbeitete als Berater am Max-Planck-Institut für Bildungsforschung im Projekt „Sozialisation und Entwicklung“. Noam war Co-Autor bei mehreren in Deutschland erschienenen Schriften zur Entwicklungspsychologie. Noam schrieb 1983 ein qualifying paper mit dem Thema The borderline personality disorders in lifespan perspective : towards a clinical-developmental interpretation und promovierte 1984 mit der Dissertation Self, morality and biography : studies in clinical-developmental psychology an der Graduate School of Education der Harvard University. Er war für eine Zeit Mitherausgeber des Harvard Educational Review. Noam wurde nach der Habilitation Associate Professor für Psychiatrie an der Harvard Medical School in Boston und am McLean Hospital in Belmont, Massachusetts.
Noam arbeitete als Direktor des sozialpsychologischen Präventionsprogramms RALLY (Responsive Advocacy for Life and Learning in Youth) in Boston und erstellte eine Langzeitstudie über Kinder aus sozialen Problemfeldern. Noam gründete 1999 das PAER (Program in Afterschool Education and Research) an der Harvard Graduate School of Education. 
Er ist Herausgeber der Zeitschrift New Directions in Youth Development: Theory, Practice and Research.
Noam lebt in Cambridge, Massachusetts.

## Schriften (Auswahl)
- After-school worlds : creating a new social space for development and learning. San Francisco : Jossey-Bass 2004
- Gil G Noam; Beth M Miller: Youth development and after-school time : a tale of many cities. San Francisco : Jossey-Bass, 2002
- Russell John Skiba; Gil G Noam: Zero tolerance : can suspension and expulsion keep schools safe? San Francisco : Jossey-Bass, 2001
- Life History and Development. A Psychological Perspective, in: Gerold Becker, Jürgen Zimmer (Hrsg.): Lust und Last der Aufklärung. Ein Buch zum 80. Geburtstag von Hellmut Becker, Beltz, Weinheim 1993, ISBN 3-407-83130-7
- Lawrence Kohlberg: Die Psychologie der Moralentwicklung. Hrsg. von Wolfgang Althof unter Mitarb. von Gil Noam und Fritz Oser. Frankfurt am Main : Suhrkamp 1995
- Gil G. Noam, Thomas E. Wren, Gertrud Nunner-Winkler und Wolfgang Edelstein (Hrsg.): Moral self. Tagungsband. Cambridge, Mass. : MIT Press, 1993